# Vatikanets fodboldlandshold
Vatikanets fodboldlandshold (italiensk: Selezione di calcio della Città del Vaticano) repræsenterer Vatikanet i fodboldturneringer og kontrolleres af Vatikanets fodboldforbund.